# Плавання на Чемпіонаті світу з водних видів спорту 1986
Змагання з плавання на Чемпіонаті світу з водних видів спорту 1986 відбулися в Центрі плавання M86 в Мадриді (Іспанія).

## Таблиця медалей
| Місце                | Країна                | Золото | Срібло | Бронза | Загалом |
| -------------------- | --------------------- | ------ | ------ | ------ | ------- |
| 1                    | НДР (GDR)             | 14     | 12     | 4      | 30      |
| 2                    | США (USA)             | 7      | 7      | 10     | 24      |
| 3                    | ФРН (FRG)             | 4      | 2      | 1      | 7       |
| 4                    | Угорщина (HUN)        | 3      | 0      | 0      | 3       |
| 5                    | СРСР (URS)            | 2      | 3      | 5      | 10      |
| 6                    | Канада (CAN)          | 1      | 2      | 2      | 5       |
| 7                    | Румунія (ROU)         | 1      | 0      | 1      | 2       |
| 8                    | Італія (ITA)          | 0      | 2      | 0      | 2       |
| 9                    | Болгарія (BUL)        | 0      | 1      | 1      | 2       |
| 9                    | Швейцарія (SUI)       | 0      | 1      | 1      | 2       |
| 11                   | Нова Зеландія (NZL)   | 0      | 1      | 0      | 1       |
| 11                   | Франція (FRA)         | 0      | 1      | 0      | 1       |
| 13                   | Нідерланди (NED)      | 0      | 0      | 4      | 4       |
| 14                   | Велика Британія (GBR) | 0      | 0      | 2      | 2       |
| 15                   | Данія (DEN)           | 0      | 0      | 1      | 1       |
| Загалом (15 збірних) | Загалом (15 збірних)  | 32     | 32     | 32     | 96      |

## Медальний залік

### Чоловіки
| Дисципліна                      | Золото                                                                        | Срібло                                                                                | Бронза                                                                             |
| ------------------------------- | ----------------------------------------------------------------------------- | ------------------------------------------------------------------------------------- | ---------------------------------------------------------------------------------- |
| 50 м вільним стилем             | Том Джеґер (USA) 22.49                                                        | Дано Гальзаль (SUI) 22.80                                                             | Метт Бйонді (USA) 22.85                                                            |
| 100 м вільним стилем            | Метт Бйонді (USA) 48.94CR                                                     | Стефан Карон (FRA) 49.73                                                              | Том Джеґер (USA) 49.79                                                             |
| 200 м вільним стилем            | Міхаель Ґрос (FRG) 1:47.92CR                                                  | Свен Лодзієвскі (GDR) 1:49.12                                                         | Метт Бйонді (USA) 1:49.43                                                          |
| 400 м вільним стилем            | Райнер Генкель (FRG) 3:50.05CR                                                | Уве Даслер (GDR) 3:51.26                                                              | Ден Йорґенсен (USA) 3:51.33                                                        |
| 1500 м вільним стилем           | Райнер Генкель (FRG) 15:05.31                                                 | Стефано Баттістеллі (ITA) 15:14.80                                                    | Ден Йорґенсен (USA) 15:16.23                                                       |
| 100 м на спині                  | Ігор Полянський (URS) 55.58CR                                                 | Дірк Ріхтер (GDR) 56.49                                                               | Сергій Заболотнов (URS) 56.57                                                      |
| 200 м на спині                  | Ігор Полянський (URS) 1:58.78CR                                               | Франк Бальтруш (GDR) 2:01.11                                                          | Франк Гоффмайтер (FRG) 2:02.42                                                     |
| 100 м брасом                    | Віктор Девіс (CAN) 1:02.71CR                                                  | Джанні Мінервіні (ITA) 1:03.00                                                        | Дмитро Волков (URS) 1:03.30                                                        |
| 200 м брасом                    | Йожеф Сабо (HUN) 2:14.27CR                                                    | Віктор Девіс (CAN) 2:14.93                                                            | Стів Бентлі (USA) 2:16.51                                                          |
| 100 м батерфляєм                | Пабло Моралес (USA) 53.54CR                                                   | Метт Бйонді (USA) 53.67                                                               | Енді Джеймсон (GBR) 53.81                                                          |
| 200 м батерфляєм                | Міхаель Ґрос (FRG) 1:56.53CR                                                  | Ентоні Мосс (NZL) 1:58.36                                                             | Бенні Нільсен (DEN) 1:59.09                                                        |
| 200 м комплексом                | Тамаш Дарньї (HUN) 2:01.57CR                                                  | Алекс Бауманн (CAN) 2:02.34                                                           | Вадим Ярощук (URS) 2:02.61                                                         |
| 400 м комплексом                | Тамаш Дарньї (HUN) 4:18.98CR                                                  | Вадим Ярощук (URS) 4:22.03                                                            | Алекс Бауманн (CAN) 4:22.58                                                        |
| Естафета 4×100 м вільним стилем | США (USA) Том Джеґер Майк Гіт Пол Воллес Метт Бйонді 3:19.89                  | СРСР (URS) Геннадій Пригода Микола Євсєєв Сергій Смірягін Олексій Марковський 3:21.14 | НДР (GDR) Дірк Ріхтер Єрґ Войте Свен Лодзієвскі Штеффен Цеснер 3:21.47             |
| Естафета 4×200 м вільним стилем | НДР (GDR) Ларс Гіннебурґ Томас Флеммінґ Дірк Ріхтер Свен Лодзієвскі 7:15.91CR | ФРН (FRG) Райнер Генкель Міхаель Ґрос Александер Шовтка Томас Фарнер 7:15.96          | США (USA) Ерік Боєр Майк Гіт Ден Йорґенсен Метт Бйонді 7:18.29                     |
| Естафета 4×100 м комплексом     | США (USA) Ден Вітч Девід Лундберґ Пабло Моралес Метт Бйонді 3:41.25           | ФРН (FRG) Франк Гоффмайтер Берт Ґебель Міхаель Ґрос Андре Шадт 3:42.26                | СРСР (URS) Ігор Полянський Дмитро Волков Олексій Марковський Микола Євсєєв 3:42.63 |

Легенда: WR – Світовий рекорд; CR – Рекорд чемпіонатів світу

### Жінки
| Дисципліна                      | Золото                                                                             | Срібло                                                                   | Бронза                                                                                            |
| ------------------------------- | ---------------------------------------------------------------------------------- | ------------------------------------------------------------------------ | ------------------------------------------------------------------------------------------------- |
| 50 м вільним стилем             | Тамара Костаке (ROU) 25.28WR                                                       | Крістін Отто (GDR) 25.50                                                 | Марі-Терез Арментеро (SUI) 25.93                                                                  |
| 100 м вільним стилем            | Крістін Отто (GDR) 55.05 CR                                                        | Дженна Джонсон (USA) 55.70                                               | Конні ван Бентум (NED) 55.79                                                                      |
| 200 м вільним стилем            | Гайке Фрідріх (GDR) 1:58.26 CR                                                     | Мануела Штельмах (GDR) 1:58.90                                           | Мері Т. Мігер (USA) 2:00.14                                                                       |
| 400 м вільним стилем            | Гайке Фрідріх (GDR) 4:07.45                                                        | Астрід Штраус (GDR) 4:09.16                                              | Сара Гардкасл (GBR) 4:09.85                                                                       |
| 800 м вільним стилем            | Астрід Штраус (GDR) 8:28.24                                                        | Катя Гартманн (GDR) 8:28.44                                              | Деббі Бабашофф (USA) 8:34.04                                                                      |
| 100 м на спині                  | Бетсі Мітчелл (USA) 1:01.74                                                        | Катрін Ціммерманн (GDR) 1:02.17                                          | Наталія Шибаєва (URS) 1:02.25                                                                     |
| 200 м на спині                  | Корнелія Зірх (GDR) 2:11.37                                                        | Бетсі Мітчелл (USA) 2:11.39                                              | Катрін Ціммерманн (GDR) 2:11.45                                                                   |
| 100 м брасом                    | Зільвія Ґераш (GDR) 1:08.11 WR                                                     | Зільке Гернер (GDR) 1:08.41                                              | Таня Богомилова (BUL) 1:08.52                                                                     |
| 200 м брасом                    | Зільке Гернер (GDR) 2:27.40 WR                                                     | Таня Богомилова (BUL) 2:27.66                                            | Еллісон Гіґсон (CAN) 2:31.34                                                                      |
| 100 м батерфляєм                | Корнелія Ґреслер (GDR) 59.51                                                       | Крістін Отто (GDR) 59.66                                                 | Мері Т. Мігер (USA) 59.98                                                                         |
| 200 м батерфляєм                | Мері Т. Мігер (USA) 2:08.41 CR                                                     | Корнелія Ґреслер (GDR) 2:10.66                                           | Бірте Вайґанґ (GDR) 2:10.68                                                                       |
| 200 м комплексом                | Крістін Отто (GDR) 2:15.56                                                         | Олена Дендеберова (URS) 2:15.84                                          | Катлін Норд (GDR) 2:16.05                                                                         |
| 400 м комплексом                | Катлін Норд (GDR) 4:43.75                                                          | Мішелл Ґріґлайон (USA) 4:44.07                                           | Ноемі Лунг (ROU) 4:45.44                                                                          |
| Естафета 4×100 м вільним стилем | НДР (GDR) Крістін Отто Мануела Штельмах Забіне Шульце Гайке Фрідріх 3:40.57 WR     | США (USA) Дженна Джонсон Дара Торрес Мері Т. Мігер Бетсі Мітчелл 3:44.04 | Нідерланди (NED) Конні ван Бентум Лаура Лейдерітц Карін Брінессе Аннемарі Верстаппен 3:46.89      |
| Естафета 4×200 м вільним стилем | НДР (GDR) Мануела Штельмах Астрід Штраус Надя Берґкнехт Гайке Фрідріх 7:59.33 WR   | США (USA) Бетсі Мітчелл Мері Т. Мігер Кім Браун Мері Вейт 8:02.12        | Нідерланди (NED) Аннемарі Верстаппен Йоланде ван дер Мер Маріанне Мейс Конні ван Бентум 8:09.59   |
| Естафета 4×100 м комплексом     | НДР (GDR) Катрін Ціммерманн Зільвія Ґераш Корнелія Ґреслер Крістін Отто 4:04.82 CR | США (USA) Бетсі Мітчелл Дженні Гау Мері Т. Мігер Дженна Джонсон 4:07.75  | Нідерланди (NED) Йоланда де Ровер Петра ван Ставерен Конні ван Бентум Аннемарі Верстаппен 4:10.70 |

Легенда: WR – Світовий рекорд; CR – Рекорд чемпіонатів світу